# Villequier
Villequier är en kommun i departementet Seine-Maritime i regionen Normandie i norra Frankrike. Kommunen ligger i kantonen Caudebec-en-Caux som tillhör arrondissementet Rouen. År 2018 hade Villequier 691 invånare.

## Befolkningsutveckling
Antalet invånare i kommunen Villequier
| Referens: INSEE |